# Scytalidium album
Scytalidium album är en svampart som beskrevs av L. Beyer & Klingström 1965. Scytalidium album ingår i släktet Scytalidium, ordningen disksvampar, klassen Leotiomycetes, divisionen sporsäcksvampar och riket svampar.   Inga underarter finns listade i Catalogue of Life.